# Krugerrand

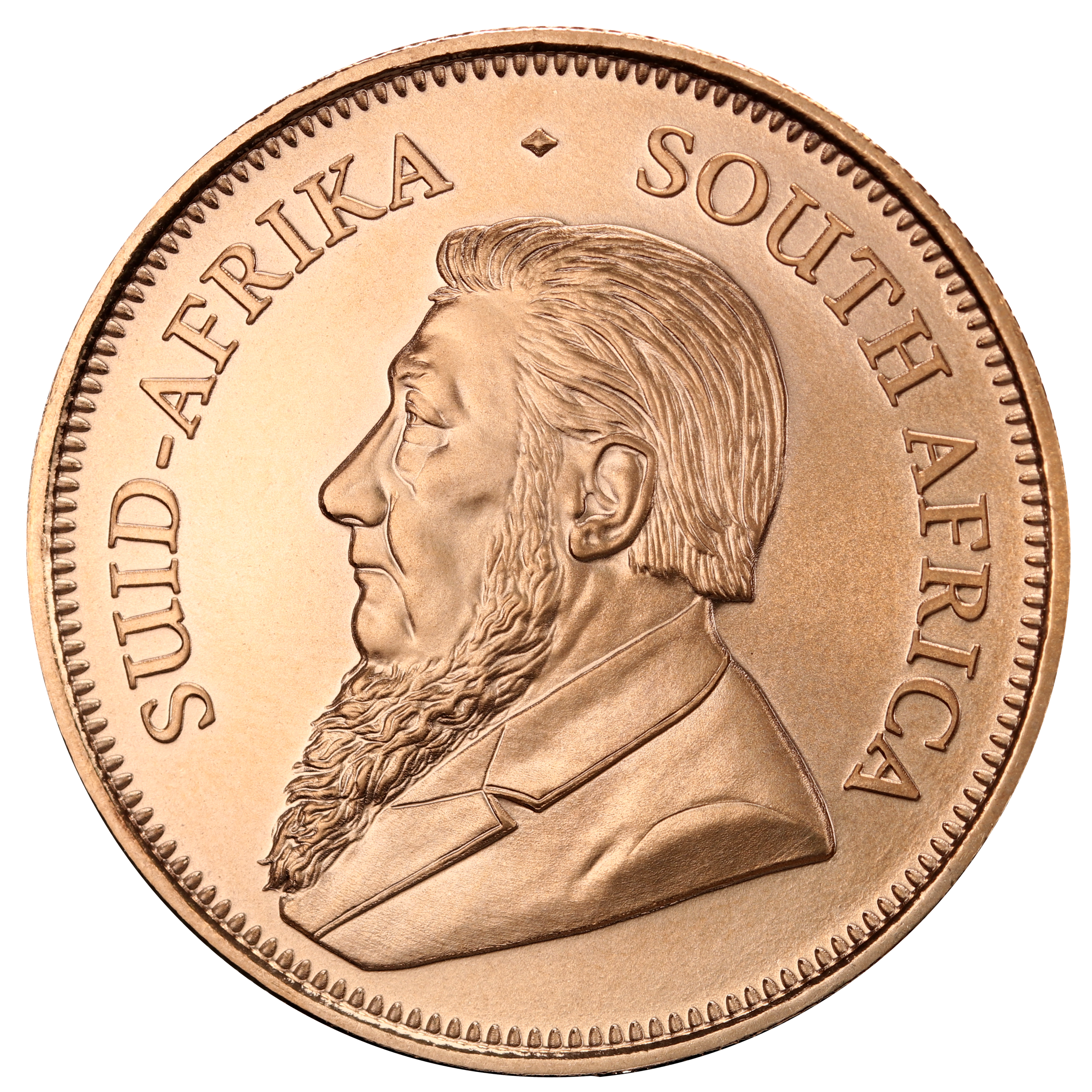
Krugerrand, framsida

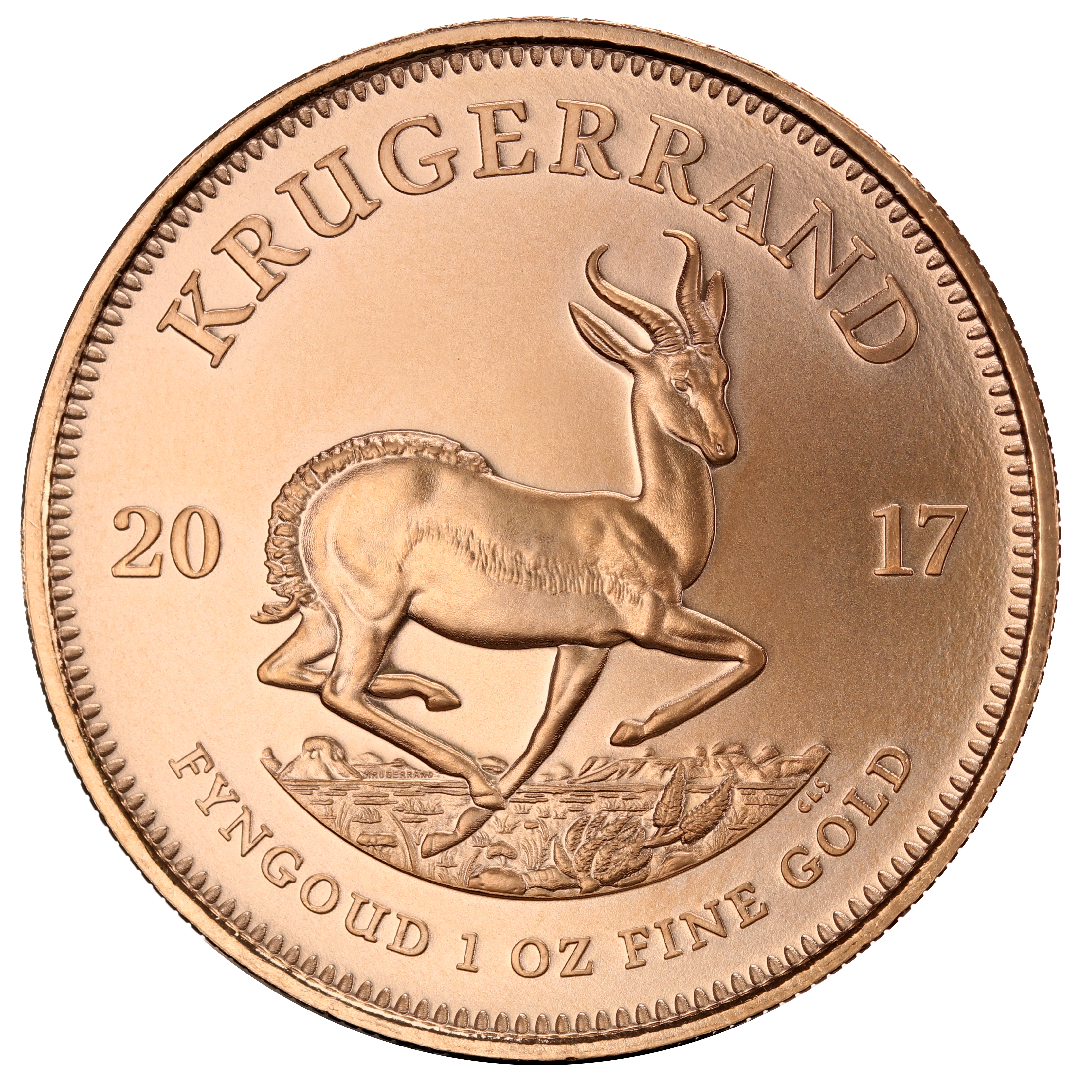
Krugerrand, baksida

Krugerrand är ett investeringsmynt i guld från Sydafrika. Myntets vikt är 33,9310656 gram och består av 22 karats guld. Guldvikten är således en troy ounce (31,1034768 gram). Ingen valör finns präglad på myntet, utan dess värde växlar beroende på guldpriset.
South African Chamber of Mines kläckte i mitten av 1960-talet en idé om hur man skulle kunna marknadsföra sydafrikanskt guld. Man beslöt att ge ut ett speciellt guldmynt, som skulle säljas till ett pris som låg strax över det nominella guldvärdet. Myntet präglades första gången 1967 och har tillverkats varje år sedan dess.
Ursprungligen gjordes det endast i en variant, innehållande ett Troy ounce av finguld, som numera ofta kallas A full Kruger eller a 1 oz Kruger till skillnad från de tre mindre storlekar som sedan 1980 också ges ut årligen.
Namnet Kruger kommer från 1800-talets boerpresident Paul Kruger, som för övrigt också har givit namn åt Krugerparken i norra Sydafrika, medan rand, som är Sydafrikas officiella valuta, kommer från det geografiska namnet Witwatersrand (Vitvattensåsen) i den nuvarande Gauteng-provinsen i Sydafrika, där man redan i slutet av 1800-talet började utvinna stora mängder guld.
Porträttet på myntet föreställer Paul Kruger. På baksidan är en springbock avbildad som är Sydafrikas nationaldjur.
En Krugerrand på en troy ounce innehåller 22 karat guld (återstoden utgörs av koppar). Hela myntets vikt är 33,930 g, diametern 32,77 mm och tjockleken 2,84 mm.

## I populärkulturen
I filmen Dödligt vapen 2 har Krugerrand en viss betydelse i handlingen sedan huvudpersonerna stoppat en bil som var full av dessa mynt.